# Trémolat
Trémolat (okzitanisch Tremolat) ist eine südwestfranzösische Gemeinde mit 629 Einwohnern (Stand 1. Januar 2022) im Département Dordogne in der Region Nouvelle-Aquitaine.

## Lage und Klima
Trémolat liegt in einer Höhe von etwa 50 m in der Landschaft des Périgord noir auf dem rechten Ufer der Dordogne in strategisch günstiger Lage zwischen zwei Flussschleifen (cingles). Etwa 35 km (Fahrtstrecke) trennen den Ort vom westlich gelegenen Bergerac bzw. etwa 43 km vom östlich gelegenen Sarlat-la-Canéda. Das Klima ist gemäßigt bis warm; Regen (ca. 825 mm/Jahr) fällt übers Jahr verteilt.

## Bevölkerungsentwicklung
| Jahr      | 1800 | 1851 | 1901 | 1954 | 1999 | 2017 |
| Einwohner | 893  | 917  | 776  | 575  | 571  | 652  |

Infolge der Reblauskrise im Weinbau und der Mechanisierung der Landwirtschaft sank die Einwohnerzahl bis auf die Tiefststände in den 1950er bis 1990er Jahren ab.

## Wirtschaft
Die Bevölkerung des Ortes lebte jahrhundertelang als Selbstversorger von der Landwirtschaft, zu der auch der Weinbau und ein wenig Viehzucht gehörte. Ein Teil des produzierten Weins wurde in Fässern auf Flößen und/oder Lastkähnen über die Dordogne und die Häfen an der Gironde bis nach England exportiert. Heute spielen – neben Kleinhandel und Handwerk – der Tourismus in Form der Vermietung von Ferienwohnungen (gîtes) eine wichtige Rolle im Wirtschaftsleben der Stadt.

## Geschichte
Mönche des Klosters von Saint-Cybard in Angoulême gründeten bereits im 9. Jahrhundert eine Niederlassung in Trémolat. Aus ihr entwickelten sich sowohl die romanische Abteikirche Saint-Nicolas als auch – im Lauf von Jahrhunderten – der heutige Ort.

## Sehenswürdigkeiten

### Kirche Saint-Nicolas
Die Kirche wurde bereits im Jahre 1913 als Monument historique anerkannt.

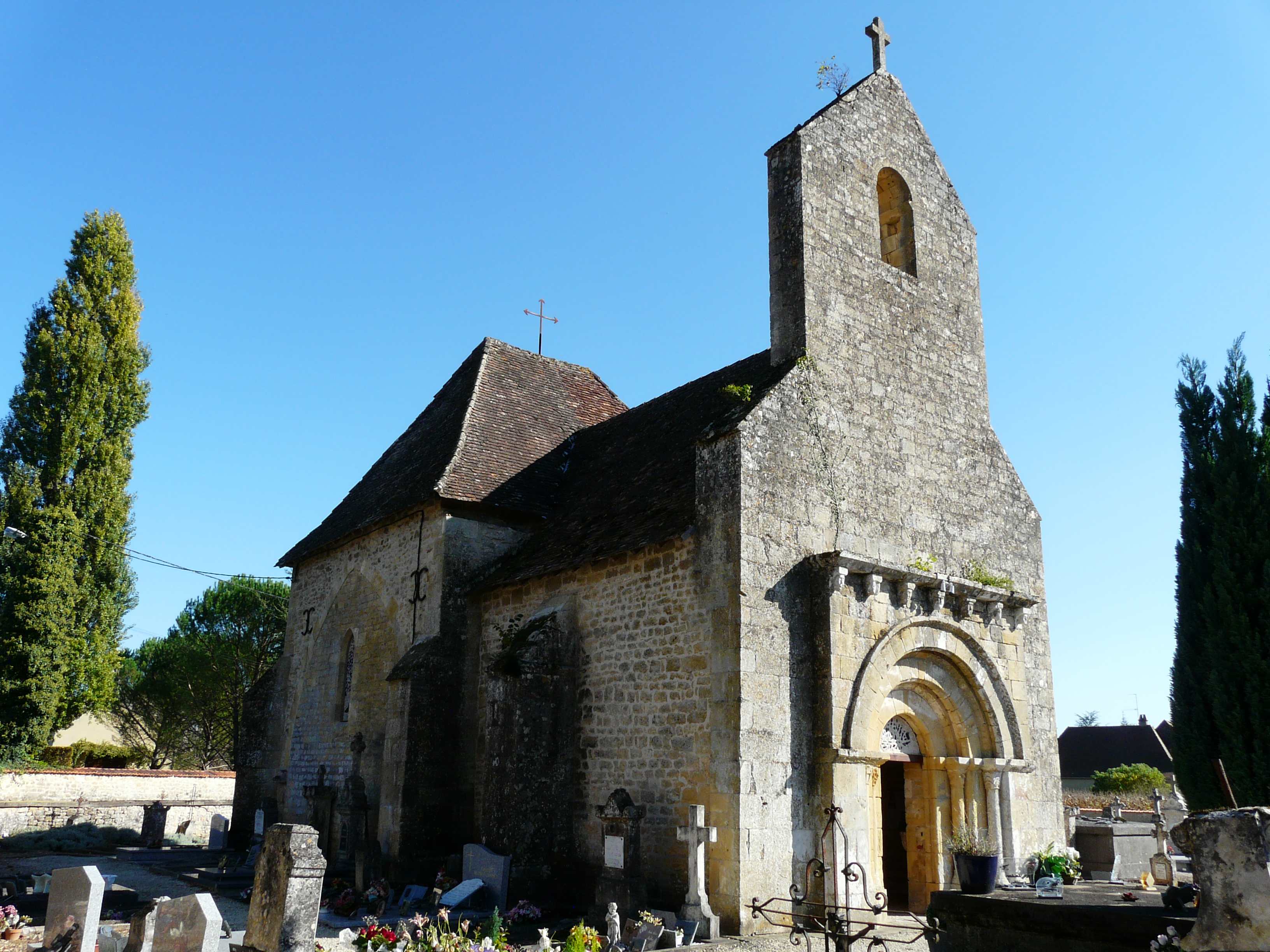
Kirche Saint-Hilaire

### Kirche Saint-Hilaire
Die aus Bruch- und Hausteinen erbaute ehemalige Pfarrkirche Saint-Hilaire stammt aus dem 12. Jahrhundert und steht inmitten eines Friedhofs. Ihr Westportal springt leicht nach vorne aus der ansonsten vollkommen schmucklos gestalteten Westfassade heraus; es zeigt ein mehrfach zurückgestuftes Portalgewände mit entsprechenden Archivolten; den Abschluss bildet ein figürlicher Konsolenfries mit unheilabwehrend (apotropäisch) gemeinten Köpfen. Die Fassade wird von einem schmucklosen Glockengiebel überragt. Die Kirche besteht aus einem einschiffigen Langhaus mit Tonnengewölbe und einem – später angebauten – verbreiterten und apsislosen Chorbereich mit gotischem Rippengewölbe. Die Kirche wurde erst im Jahre 2010 als Monument historique eingestuft.

## Tourismus und Freizeit
Die nähere Umgebung von Trémolat bietet vielfältige Freizeitmöglichkeiten: Schwimmen, Kanusport, Angeln etc. Für Wanderer gibt es schöne Ausblicke auf die Flussschleifen der Dordogne.

## Persönlichkeiten
- Eparchius (Cybard von Angoulême) († 581), Mönch und Priester, soll der Überlieferung nach aus der Gegend um Trémolat stammen.
- René Carmille (1886–1945), Generalrevisor der französischen Streitkräfte, Mitglied der Résistance, NS-Opfer

## Sonstiges
Claude Chabrol drehte im September und Oktober 1969 seinen Film „Der Schlachter“ (Le Boucher) in Trémolat.